# Lesní divadlo (Sloup)
Lesní divadlo ve Sloupu je přírodní amfiteátr na okraji obce Sloup v Čechách na Českolipsku, kde se hraje od roku 1921 divadlo.

## Umístění
Mezi obcemi Sloup a Svojkov je zalesněné území s mnoha kopci, pod nimiž vede silnice od Zákup. Před sjezdem do obce Sloup je hospoda U sedmi trpaslíků a asi 250 metrů před ní je areál lesního, resp. skalního divadla. Je v malém údolí uvnitř pískovcových skal na dohled od zmiňované silnice. Stráň byla tehdy upravena jako hlediště pro 2000 diváků (dnes je kapacita menší), ve skalách byly vytesány průchody a místnosti-jeskyně.

## Historie
Divadelní spolek Sloup (zal. 1920) získal od hraběte Augustina Kinského pozemek, na němž za 50 000 korun postavili roku 1921 divadelní scénu. Byla slavnostně otevřena na Svatodušní neděli téhož roku 1921 profesorem Rudolfem Ringelem a hned se konalo první představení, drama Potopený zvon.

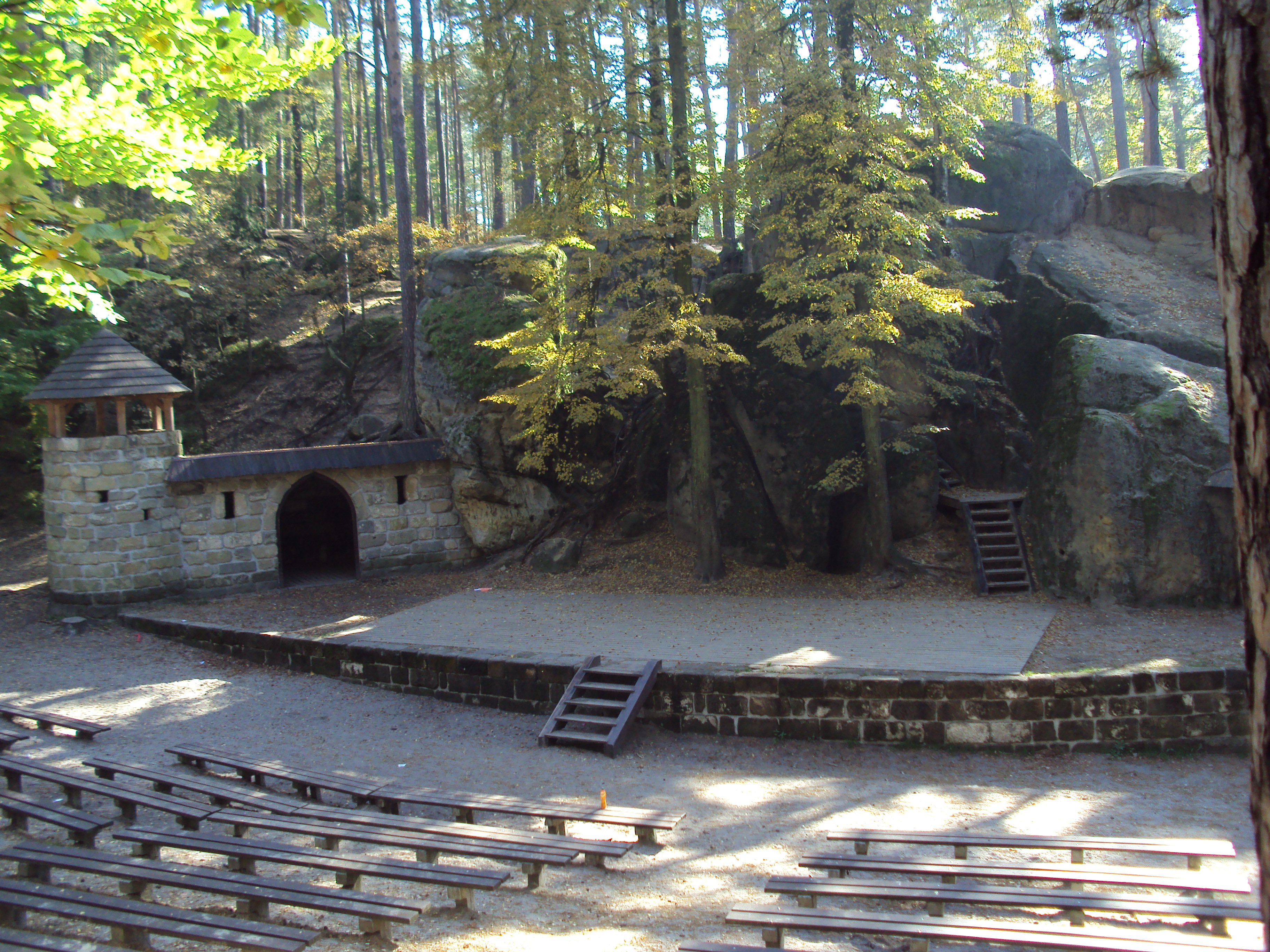
Pódium divadla ve skalách

Hrály zde tehdy známé osobnosti, jako byl pěvec Richard Tauber či herec Emil Jannings. Zajímavý byl i repertoár, který zahrnoval i opery a operety: Netopýr od Strausse, Čarostřelec, Cikánský baron.
Po roce 1945 se zde začalo divadlo opět hrát. Z roku 1946 jsou záznamy o vystoupení souboru lužickosrbské mládeže a studentského souboru z České Lípy, o několik let později zde byla sehrána Prodaná nevěsta od Bedřicha Smetany.
V letech 1957 až 1959 byly provedeny stavební úpravy, dány nové lavice, upraveny vstupní brány. Po roce 1960 se zde hrát přestalo, divadlo osiřelo a začalo chátrat. K obnově došlo až po roce 2000.

## Obnova
V letech 2004–2005 byla divadlo opraveno. Bylo postaveno nové podium, sedačky pro 250 diváků, upraveny přístupové cesty s lavičkami, zhotovena elektrická přípojka a osvětlení, vyčistěny skalní prostory. Postupné úpravy celého areálu následovaly každý rok.
Od června 2004 se začalo opět hrát a během dvou let zde bylo 30 představení. V roce 2009 zde bylo na některých představeních (pohádky, Fešáci) kolem 700 diváků.

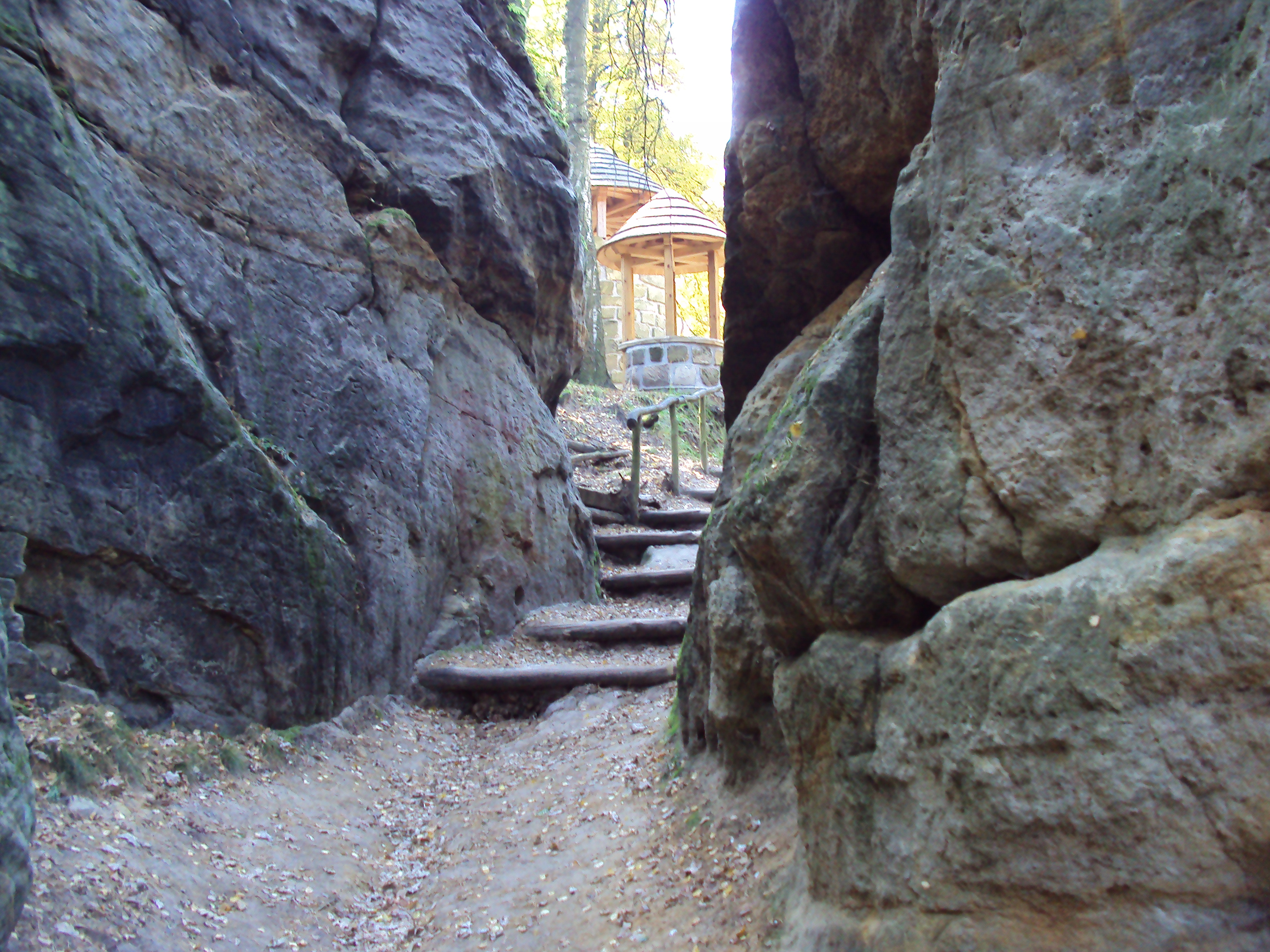
Průchod k amfiteátru

V divadle se pokračuje v hraní pohádek i v letní sezoně 2013.Hrály se nejen pohádky, na hře Monology vagíny bylo v srpnu 2013 rekordních 1095 diváků. V roce 2014 se očekává velká návštěva na hru Tělo od Eve Enslerové.
Obecní zastupitelstvo odmítlo možnost pronajímat amfiteátr ke komerčním účelům.